# 广乙级防护巡洋舰
广乙级防护巡洋舰，是清朝福州船政局在十九世纪末建造的一级3艘防护巡洋舰，是清朝第一级国产全钢甲鱼雷巡洋舰。限于技术实力和预算不足，该级虽有其合理性之处，然而吨位较小，防护薄弱，航速较差，虽然配备了比较强大的鱼雷攻击能力，然而终究没能取得可观的战绩。
本级前两舰广乙号、广丙号参加了甲午战争，其中首舰广乙号遭受重创自沉，而2号舰广丙号在战争后期遭到日军俘获，不久触礁沉没。3号舰福靖号未参与战争，却因遭遇风浪发生海难沉没。
本级舰在不同的出版物有不同的分类法，有穹甲快船（防护巡洋舰）、鱼雷快船（鱼雷巡洋舰）、猎舰（鱼雷艇驱逐舰）、鱼雷艇等说法。

## 设计与概述

### 背景
1886年初春，岸防战列舰龙威号项目倡议者魏瀚受时任船政大臣裴荫森指派，前往欧洲洽谈龙威号所需物料的采购事宜。魏瀚借机考察了英法等国的新式军舰，认为驻英公使曾纪泽所促成采购的英制致遠級防護巡洋艦，比起德国承建的經遠級裝甲巡洋艦以及济远号，要更为先进。经过对比，魏瀚提议仿造一款法式防护巡洋舰，并且认为应当由清朝自行建造，每艘费用仅需45万两，比起委托法国建造还能节省11万两。船政方面由于自身经费紧张，当年春，裴荫森前往金陵拜访南洋大臣曾国荃，希望南洋能协款建造拟议的新式法式防护巡洋舰。对此曾国荃表示南洋水師自身经费亦不充裕，同时自身正在为船政协款建造无防护巡洋舰开济号、镜清号、寰泰号三舰，已无力再造大舰。但曾国荃很赞同裴荫森的想法，在裴荫森上奏申请拨款时，亦联衔上奏表示支持。

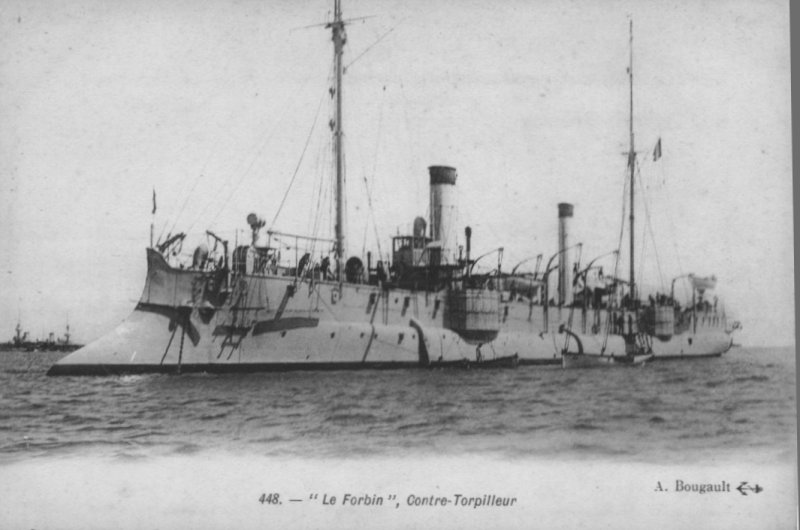
福尔班号防护巡洋舰，有可能是广乙级最初的参考母型

同年11月3日，裴荫森向朝廷提交了一份新的造舰申请。根据裴荫森所提交的信息，这艘法式巡洋舰很可能就是1885年的福尔班号（法語：Forbin）。该舰排水量1935吨；长95米、宽9米、吃水5.523米，长宽比达到夸张的10:1，以获得高航速；舰艏安装有大型撞角。然而防护单薄，穹甲仅40毫米，聊胜于无。火炮采用法式侧舷耳台布置，而并非英式中轴线布置。实际上该级性能比起英制致远级、德制经远级，仅航速稍快一些，而火力、防护都相差很远。这款军舰性能平平，同时清朝当时正大力兴建旅顺、威海两处基地，再加上早前已经斥资在欧洲采购4艘大型军舰，清廷对此议兴趣寥寥，仅批示交由海军衙门讨论，此后不了了之。
另一边，1884年，张之洞调任兩廣總督。他上任伊始即大力整顿海防，从德国采购了一批鱼雷艇，又建造了4艘小型浅水炮舰（广元、广利、广亨、广贞）。然而两广新采办的这批军舰吨位太小，缺乏远洋航行能力，“曾到汕头，因遇风行驶，已甚勉强，闽洋、北洋自更难往”，连到天津参加试操都做不到。1887年5月28日，海军衙门经北洋大臣李鸿章向张之洞发去电报，严厉批评张之洞继续浪费资金筹建这种近海军舰。电报同时转达慈禧太后的批示，“酌裁小轮，以数只并一大轮”，并敦促“希即酌复”。张之洞接到电报只好立即照办。限于两广财力，张之洞号召地方官绅捐输，还透过盐运使“劝谕盐埠各商竭力襄助”，预计1888年秋可以筹得80万两。尽管如此，这笔款项依然极为有限，外购军舰所赀不斐，总共也只能购买一、两艘而已。
手头并不宽裕的张之洞找到了船政，希望协款造舰。这与一直苦于没有资金建造设想中的新式军舰的船政一拍即合。1887年，两广方面向福建船政订购1艘旧式无防护巡洋舰，以及3艘新式穹甲防护巡洋舰。经双方协商，廣東水師为每艘军舰付款9万两材料费（不含武装）。另再订购4艘小型旧式浅水炮舰（即廣庚號），每艘3万两。
这笔订单中的旧式巡洋舰即为当时船政自行出资全款建造、1600匹马力的铁胁木壳巡洋舰廣甲號。剩下3艘则为本级舰，初定名“廣乙”、“廣丙”、“廣丁”，由两廣部分协款，剩下由船政先行垫付。然而船政自己其实也因为特殊的体制而举步维艰：当时的做法是由清廷每年划拨一定的款项，而新建成的舰艇则直接领走，不再另行支付。因此船政局经常由于实际支出大于额定拨款，而导致入不敷出。1887年6月30日，裴荫森为两广协造军舰的开支事宜上奏，申请这批8艘军舰能在福建船政报销，以偿付船政自行垫付的款项。然而时任戶部尚書翁同龢以这批军舰经费实为两广从民间筹集而得，原本就并非朝廷出资，因此后续经费也不应由朝廷承担为理由，驳回裴荫森的申请。裴荫森多次上书无果，此事再次惊动慈禧太后，直接指示户部允许报销，才解决了本级的经费问题。

### 舰型

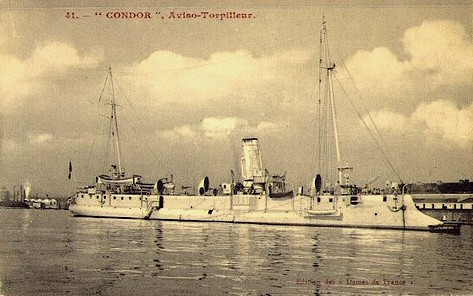
本级母型秃鹰号

本级舰由福州船政总监魏瀚等设计，建造下定时所参考的母型变更为法国鱼雷炮舰秃鹰号（法語：Condor），尺寸比起福尔班号小了很多，排水量1229吨，3000马力，航速17节。主炮为5门100毫米炮。待到本级真正开始建造时又缩小了一圈，长71.63米，宽8.23米，吃水深3.96米，设计排水量1000吨，安装两台蒸汽机，1座锅炉（一说3座锅炉），额定动力2400匹马力，设计航速17節（31每小時；20英里每小時）。这是福建船政首次建造的防护巡洋舰，舰身3桅杆，前后桅杆为钢制，有瞭望台、无桅盘，中间桅杆为木制，推测三根桅杆都可以悬挂风帆。前桅有信号横桁，中桅无风帆索具，后桅有斜桁。艏楼短小无炮房；顶部铺设有龟背状甲板，方便高速航行时防止浪涌。
实际海试时，广乙仅录得15節（28每小時；17英里每小時）的实际速度。2号舰广丙的成绩也同样不佳。这有可能是因为本级舰采用了较小型的机车用锅炉，因此功率不足。
本级3号舰的外形要更小一些，长71.01米、宽8.02米，吃水3.5米。实际海试时，福靖号（原广丁号）的航速更糟糕，以2000马力录得12.4节，推测熟练乘员驾驶可以达到设计的2400马力，速度则有望达到13.4节，但依然低于广乙号、广丙号。

### 火力
本级舰配备有强大的鱼雷武装，全舰共有4具14英寸（356）鱼雷发射管，其中舰艏左右各安装一具，发射管头部直接露出舰体；中后部主甲板下两舷各装备1具。由于本舰鱼雷火力强大，而火炮偏弱，更像是放大的鱼雷艇，时人亦有“鱼雷快船”之称。然而当时的鱼雷武器射程短、航速慢，需要军舰突进至很近的距离才能发射；同时迫近敌舰时，需要承受敌舰轻型速射火力的猛烈攻击。而本级舰因为航速并不理想，加上防护孱弱，很难遂行预定的鱼雷攻击作战。日后广乙号的战绩即印证了这点。
与鱼雷相比，本级舰的火炮威力相比同时代巡洋舰要弱得多。1886年船政曾为广甲号花费12万两，购买德国克虏伯制150毫米炮3门、120毫米炮4门，另有哈齐开斯37毫米5管机关炮4门。由于两广协款不足，因此船政方面决定不再为广乙级另行进口武器，而是将原定用于广甲号的火炮分摊开来配备：
- 广甲号 - 缩减至150毫米炮1门、120毫米炮1门；配机关炮2门；
- 广乙号 - 取消耳台设计，火炮改为沿中轴线布置。前主炮150毫米炮1门、后主炮120毫米炮1门；配机关炮两门；
- 广丙号、广丁号 - 后主炮1门120毫米炮；所欠缺的前部主炮以及机关炮由广东水师自行筹备。

为此广东水师多方搜罗得来10多门机关炮，同时委托驻德公使許景澄购买两门克虏伯35倍径150毫米炮。
另外，船政为了给广庚级添置武器，而从德国购买了克虏伯37倍径120毫米速射炮6门、克虏伯37倍径105毫米速射炮6门；另又购买哈齐开斯37毫米5管机关炮12门。随着建造工作的开展，船政经费愈发紧张，无力继续垫付，而两广又难以调出更多资金，于是两广方面决定暂缓建造广庚级后续3舰，由此将原定预留给广庚级的武器用到广乙级上。这导致广乙级的设计再次修改，改为在前部驾驶台附近增设耳台安装前主炮，后主炮则不变。新的武装方案为：
- 广乙号 - 前部150毫米炮2门；后部120毫米1门；机关炮4门；
- 广丙号 - 前部120毫米炮2门；后部120毫米1门；机关炮8门。

至于3号舰具体武装情况不详，只知道与前两舰大体相同。
在建成投入服役期间，广乙号、广丙号均得到改装。1894年7月2日，李鸿章致电江南製造局总办刘麒祥，要求将其自产的新式120毫米速射炮运往北洋。此型号国产火炮有5门实际运抵刘公岛，到达之后北洋水师立即替换掉广乙、广丙两舰的同口径旧式架退炮。（据另一说，仅有4门运抵北洋舰队，并且仅有广乙号进行了换装，广丙号依旧维持原克虏伯火炮不变。）
日军接收广丙号时，也改装了舰上武装，为统一后勤供应起见，全更换成日本海军普遍装备的火炮类型。

### 装甲
本级舰为铁胁铁壳。前两舰所需钢材购自法国科尔苏工厂（3号舰所需材料亦为外购，但产地不详）。舰体内在水线附近纵向铺设有中间高、两边低的装甲甲板（穹甲），保护轮机、锅炉、弹药舱等，厚1英寸（25），因此可以列入防护巡洋舰。舰上另一处有装甲保护的地方则是司令塔，厚2英寸（51）。

## 同级舰
| 舰名   | 建造厂家       | 起工          | 下水          | 服役         |
| ------ | -------------- | ------------- | ------------- | ------------ |
| 广乙号 | 船政马尾造船所 | 1888年1月2日  | 1889年8月28日 | 不晚于1892年 |
| 广丙号 | 船政马尾造船所 | 1887年7月28日 | 1891年4月11日 | 不晚于1892年 |
| 福靖号 | 船政马尾造船所 | 1889年11月4日 | 1893年1月20日 | 1893年底     |

## 简历
广乙号、广丙号两舰建成服役不久，即与广甲号参加了北洋舰队的秋操，并与北洋舰队一起训练，熟悉北洋章程。其后更是直接归北洋舰队管辖，一同参加甲午战争。
在甲午战争揭幕战豐島海戰中，济远号、广乙号编队在为清朝陆军运输船队护航时，遭到日军第一游击队吉野、浪速、秋津洲3艘新式防护巡洋舰的截击。济远号稍加交战即向西遁逃，留下广乙号独自与浪速、秋津洲两舰作战。广乙号向日舰发起冲锋企图发射鱼雷，日舰还以密集的速射炮火力，对防护薄弱的广乙号造成严重破坏并大量杀伤乘员。广乙号被迫负伤撤退搁浅，终因救援无望，乘员点燃弹药库引爆军舰。广乙号这艘清朝第一艘自制的全钢巡洋舰，也因此成为了清朝在甲午战争中损失的第一艘军舰。
2号舰广丙号则随同北洋舰队主力参加了黄海海战以及威海衛之戰。黄海海战中，平远号、广丙号编队曾经对軍令部总长樺山資紀海军中将座舰、改装巡洋舰西京丸造成重大威胁。威海卫之战中，广丙号在内北洋舰队残存的军舰一直苦苦支撑到最后，直到弹尽粮绝被迫投降。日军让俘获的广丙号保留原名，并进行了大修，用来在台湾警戒。在一次任务中广丙号触礁沉没。
3号舰广丁号开工时间最晚。1889年底才开始开工，而此时张之洞已经调任湖广总督，接替的两广总督李瀚章为节省军费，1890要求停止建造。船政方面将广丁号改名为“福靖”，列入船政水师，从而可以利用船政经费继续建造。三国干涉还辽后，福靖号赴北方作为清朝重建北方海防的重要一员而开展活动。1898在一次台风袭击旅顺时因处置失当而失事，全舰乘员遇难。